# Goerodes caffrariae
Goerodes caffrariae är en nattsländeart som först beskrevs av Barnard 1934.  Goerodes caffrariae ingår i släktet Goerodes och familjen kantrörsnattsländor. Inga underarter finns listade i Catalogue of Life.